# Lista odcinków Drawn Together
Lista odcinków serialu animowanego "Przerysowani".

## Odcinki pilotażowe
| 1                            | "A Drawn Together Cartoon" | 22 września 2002  |  |  |
| Pierwszy odcinek pilotażowy. |                            |                   |  |  |
|                              |                            |                   |  |  |
| 2                            | "Met Clara"                | 10 listopada 2002 |  |  |
| Drugi odcinek pilotażowy.    |                            |                   |  |  |
|                              |                            |                   |  |  |

## Seria pierwsza
| # | Numer odcinka | Tytuł                                  | Premiera             | Kod odcinka |
| --- | ------------- | -------------------------------------- | -------------------- | ----------- |
| 1 | 1             | "Hot Tub"                              | 27 października 2004 | 101         |
| Mieszkańcy domu po raz pierwszy się spotykają. Clara bierze Foxxy za służącą, przez co wybucha gorąca afera. Toot bezskutecznie stara się rozkochać w sobie Xandira.                                                                              |               |                                        |                      |             |
| |               |                                        |                      |             |
| 2 | 2             | "Clara's Dirty Little Secret"          | 3 listopada 2004     | 102         |
| Clara wyjawia mieszkańcom domu, że zamiast pochwy ma potwora przypominającego ośmiornicę. Ling-Ling jest zmuszony do mycia stosu brudnych naczyń pozostawionych przez domowników.                                                                 |               |                                        |                      |             |
| |               |                                        |                      |             |
| 3 | 3             | "Gay Bash"                             | 10 listopada 2004    | 103         |
| Xandir nie chce przyjąć sobie do wiadomości fakt, że jest gejem. Foxxy postanawia poddać go testowi. Spanky Ham zaczyna wykorzystywać niewolniczo Ling-Linga do produkcji butów do koszykówki.                                                    |               |                                        |                      |             |
| |               |                                        |                      |             |
| 4 | 4             | "Requiem for a Reality Show"           | 17 listopada 2004    | 104         |
| Dla mieszkańców domu zostaje zorganizowany konkurs, w którym zwycięska drużyna dostanie tygodniowy zapas jedzenia, a przegrana będzie głodować. Toot, znajdująca się w zwycięskiej drużynie, od ciągłego jedzenia popada w bulimię.               |               |                                        |                      |             |
| |               |                                        |                      |             |
| 5 | 5             | "The Other Cousin"                     | 1 grudnia 2004       | 105         |
| Do domu przyjeżdża upośledzona kuzynka Clary, Bleh. Kapitan Hero początkowo robi sobie z niej żarty, ale ostatecznie się w niej zakochuje. Wooldoor, Toot i Xandir odkrywają, że ciało Ling-Linga wytwarza wydzielinę, która działa jak narkotyk. |               |                                        |                      |             |
| |               |                                        |                      |             |
| 6 | 6             | "Dirty Pranking No. 2"                 | 8 grudnia 2004       | 107         |
| Spanky Ham uczy Clarę, jak zrobić sobie żarty z donosiciela pizzy. Xandir się wścieka, gdy Kapitan Hero odwołuje ich wspólnie plany. |               |                                        |                      |             |
| |               |                                        |                      |             |
| 7 | 7             | "The One Wherein There Is a Big Twist" | 15 grudnia 2004      | 108         |
| Domownicy postanawiają przeciwstawić się reżimowi, jaki stworzyli Żydowscy Producenci w domu. Producenci w odwecie postanowili urządzić dla nich konkurs, dzieląc mieszkańców na dwie grupy i dając im różne zadania.                             |               |                                        |                      |             |
| |               |                                        |                      |             |

## Seria druga
| # | Numer odcinka | Tytuł                                               | Premiera             | Kod odcinka |
| --- | ------------- | --------------------------------------------------- | -------------------- | ----------- |
| 1 | 8             | "The One Wherein There Is a Big Twist, Part II"     | 19 października 2005 | 201         |
| Kontynuacja ostatniego odcinka pierwszej serii. Domownicy po powrocie do domu zastają w nim nową współlokatorkę – Strawberry Sweetcake. Okazuje się, że skrywa ona mroczny sekret związany z rasą Sockbatów. |               |                                                     |                      |             |
| |               |                                                     |                      |             |
| 2 | 9             | "Foxxy vs. the Board of Education"                  | 26 października 2005 | 202         |
| Foxxy odkrywa, że nie może rozwiązywać tajemniczych zagadek dopóki nie zdobędzie licencji detektywa. Trop prowadzi ją do konspiracji Rady Oświaty, która zarabia pieniądze na dyskryminacji Afroamerykanów. Spanky Ham zostaje zaatakowany przez komputerowego wirusa, i jedynym ratunkiem dla niego jest wzięcie ślubu z Xandirem. Clara za wszelką cenę nie chce dopuścić, by ich homoseksualne małżeństwo zostało zalegalizowane. |               |                                                     |                      |             |
| |               |                                                     |                      |             |
| 3 | 10            | "Little Orphan Hero"                                | 2 listopada 2005     | 203         |
| Do domu trafiają rodzice Kapitana Hero, którzy zdradzają mu prawdę o jego pobycie na Ziemi. Pozostali mieszkańcy postanawiają otworzyć linię telefoniczną dla samobójców. |               |                                                     |                      |             |
| |               |                                                     |                      |             |
| 4 | 11            | "Captain Hero's Marriage Pact"                      | 9 listopada 2005     | 205         |
| Kapitan Hero jest zmuszony do wzięcia ślubu ze swoją dawną przyjaciółką, Niesamowicie Rozciągliwą Dziewczyną. Foxxy spotyka się ze swoimi koleżankami z zespołu Foxxy 5, które przypadkowo zabija w wypadku samochodowym. |               |                                                     |                      |             |
| |               |                                                     |                      |             |
| 5 | 12            | "Clum Babies"                                       | 16 listopada 2005    | 204         |
| Foxxy uczy Wooldoora jak się masturbować. Wooldoor odkrywa, że jego sperma ma właściwości lecznicze, zdolne wyleczyć z każdej choroby, w związku z czym postanawia pomóc ludziom. Clara za wszelką cenę chce mu przeszkodzić. Ling-Ling znajduje kobietę swojego życia. |               |                                                     |                      |             |
| |               |                                                     |                      |             |
| 6 | 13            | "Ghostesses in the Slot Machine"                    | 30 listopada 2005    | 206         |
| Domownicy odkrywają, że dom stoi na opuszczonym cmentarzysku Indian. Duchy rdzennych Amerykanów postanawiają otworzyć obok domu klub striptizu, w którym Clara i Foxxy walczą o względy Króla – ojca Clary. |               |                                                     |                      |             |
| |               |                                                     |                      |             |
| 7 | 14            | "Super Nanny"                                       | 7 grudnia 2005       | 207         |
| Naganne zachowanie Kapitana Hero powoduje, że w domu pojawia się Superniania, która zaczyna uczyć go dobrych manier. Ling-Ling postanawia "naprawić" swoje oczy, dzięki czemu zaczyna mówić po angielsku i inaczej widzieć świat. |               |                                                     |                      |             |
| |               |                                                     |                      |             |
| 8 | 15            | "Terms of Endearment"                               | 25 stycznia 2006     | 106         |
| Kapitan Hero przekonany o tym, że jest odpowiedzialny za zniekształcenie charakteru Foxxy na bardziej "stereotypowy", postanawia pozbyć się swoich super mocy. W rezultacie jest zmuszony poruszać się na wózku inwalidzkim. |               |                                                     |                      |             |
| |               |                                                     |                      |             |
| 9 | 16            | "Captain Girl"                                      | 1 lutego 2006        | 208         |
| Toot postanawia zaadoptować dziecko z Nikaragui wierząc, że rozwiąże ono wszystkie jej problemy. Wooldor staje się pomocnikiem Kapitana Hero w walce ze złem. |               |                                                     |                      |             |
| |               |                                                     |                      |             |
| 10 | 17            | "A Tale of Two Cows"                                | 8 lutego 2006        | 210         |
| Wooldoor przyprowadza do domu prawdziwą krowę. Toot używa książki z kodami do gier by sprawić, żeby Xandir pojechał z nią na obóz dla ludzi otyłych. |               |                                                     |                      |             |
| |               |                                                     |                      |             |
| 11 | 18            | "Xandir and Tim, Sitting in a Tree"                 | 15 lutego 2006       | 209         |
| Xandir przeżywa miłosne chwile z alter ego Kapitana Hero – Timem. Mieszkańcy domu bardzo przeżywają kiepską recenzję reality show w którym biorą udział. |               |                                                     |                      |             |
| |               |                                                     |                      |             |
| 12 | 19            | "The Lemon-AIDS Walk"                               | February 22, 2006    | 212         |
| Kapitan Hero za wszelką cenę chce "wygrać" bieg przeciwko AIDS, w związku z czym zaczyna brać sterydy. Wooldoor za namową Spanky'ego kradnie cukierki ze sklepu, przez co czuje się jak kryminalista. |               |                                                     |                      |             |
| |               |                                                     |                      |             |
| 13 | 20            | "A Very Special Drawn Together Afterschool Special" | 1 marca 2006         | 213         |
| Xandir postanawia powiedzieć rodzicom o swojej orientacji homoseksualnej. Domownicy postanawiają pomóc mu w przygotowaniu do tej rozmowy, wcielając się w role jego znajomych i rodziny. |               |                                                     |                      |             |
| |               |                                                     |                      |             |
| 14 | 21            | "Alzheimer's That Ends Well"                        | 8 marca 2006         | 211         |
| Clara postanawia poddać się operacji swojej pochwy. Toot zostaje wysłana do domu starców po tym, jak domownicy uznali, że cierpi ona na Alzheimera. |               |                                                     |                      |             |
| |               |                                                     |                      |             |
| 15 | 22            | "The Drawn Together Clip Show"                      | 15 marca 2006        | 214         |
| Odcinek w formie wywiadów z bohaterami. Prezentowane są najlepsze momenty z dwóch serii. |               |                                                     |                      |             |
| |               |                                                     |                      |             |

## Seria trzecia
| # | Numer odcinka | Tytuł                                                                                                 | Premiera              | Kod odcinka |
| --- | ------------- | --- | --------------------- | ----------- |
| 1 | 23            | "Freaks & Greeks"                                                                                     | 5 października 2006   | 301         |
| Kapitan Hero dowiaduje się, że ich sąsiadami została rodzina pochodząca z Grecji. Ojciec Ling-Linga zakochuje się w Toot. |               | |                       |             |
| |               | |                       |             |
| 2 | 24            | "Wooldoor Sockbat's Giggle-Wiggle Funny Tickle Non-Traditional Progressive Multicultural Roundtable!" | 12 października 2006  | 302         |
| Program telewizyjny dla dzieci stworzony przez Wooldoora sprawia, że w przyszłości świat zamieszkują same osoby homoseksualne. Garstka osób heteroseksualnych tworzy robota Terminatora i wysyła go do przeszłości, by powstrzymał Wooldoora przed stworzeniem programu. Toot oczekuje na przyjazd legendarnego Parówkowozu. |               | |                       |             |
| |               | |                       |             |
| 3 | 25            | "Spelling Applebee's"                                                                                 | 19 października, 2006 | 303         |
| Foxxy bierze udział w konkursie Spelling Bees. Hero odkrywa, że Clara dostaje orgazmu na widok wypadków samochodowych. |               | |                       |             |
| |               | |                       |             |
| 4 | 26            | "Unrestrainable Trainable"                                                                            | 25 października 2006  | 304         |
| Kapitan Hero dowiaduje się od swojej siostry, że mają "specjalnego" syna. Clara stara się za wszelką cenę powodować choroby u Wooloora, by odpowiednio się nim zajmować. |               | |                       |             |
| |               | |                       |             |
| 5 | 27            | "N.R.A.y RAY"                                                                                         | 1 listopada 2006      | 305         |
| Kapitan Hero rozpoczyna polowanie na kaczki. Foxxy ukrywa w ścianach domu swojego wnuka Ray-Raya. |               | |                       |             |
| |               | |                       |             |
| 6 | 28            | "Mexican't Buy Me Love"                                                                               | 8 listopada 2006      | 307         |
| Toot i Ling-Ling lecą do Meksyku, w którym Ling-Ling w przebraniu kurczaka bierze udział w walkach drobiu. Kapitan Hero za wszelką cenę chce trzymać ze Spoko Kolesiami. |               | |                       |             |
| |               | |                       |             |
| 7 | 29            | "Lost in Parking Space, Part One"                                                                     | 15 listopada 2006     | 306         |
| Mieszkańcy domu postanawiają wyjechać do centrum handlowego. Pozostawiona sama w domu Clara wierzy, że zostali oni zabrani do Nieba. Domownicy przypadkowo zatrzaskują się w vanie na parkingu. |               | |                       |             |
| |               | |                       |             |
| 8 | 30            | "Lost in Parking Space, Part Two"                                                                     | 4 października 2007   | 308         |
| Kontynuacja poprzedniego odcinka. Clara oddaje się w ręce listonosza, którego uważa za Szatana. Domownicy za wszelką cenę starają się uciec z vana, w którym się zatrzasnęli. |               | |                       |             |
| |               | |                       |             |
| 9 | 31            | "Charlotte's Web of Lies"                                                                             | 11 października 2007  | 313         |
| Spanky spędza miłosne chwile z pajęczycą Charlottą. Kapitan Hero spotyka się ze swoim wrogiem, który prosi go o umycie mu genitaliów. Ling-Ling postanawia spełnić swoje marzenie i zostać tancerzem. |               | |                       |             |
| |               | |                       |             |
| 10 | 32            | "Breakfast Food Killer"                                                                               | 18 października 2007  | 312         |
| Wooldoor zostaje nową maskotką płatków śniadaniowych. Toot dostaje wskazówki do odkrycia tajemnicy firmy, zajmującej się owymi płatkami. |               | |                       |             |
| |               | |                       |             |
| 11 | 33            | "Drawn Together Babies"                                                                               | 25 października 2007  | 309         |
| Odcinek, w którym bohaterowie serialu występują jako małe dzieci. Przyczyniają się oni do zabicia swojej niani, co starają się ukryć przed maminsynkiem, kapitanem Hero. |               | |                       |             |
| |               | |                       |             |
| 12 | 34            | "Nipple Ring-Ring Goes to Foster Care"                                                                | 1 listopada 2007      | 310         |
| Ling-Ling zostaje wysłany do zaopiekowania się ojcem Foxxy. Kapitan Hero odkrywa sposób na komunikowanie się z samym sobą z przeszłości. |               | |                       |             |
| |               | |                       |             |
| 13 | 35            | "Toot Goes Bollywood"                                                                                 | 8 listopada 2007      | 311         |
| Pewna hinduska rodzina przypadkowo bierze Toot za świętą krowę. Foxxy przypomina sobie, że w młodości była wykorzystywana seksualnie. |               | |                       |             |
| |               | |                       |             |
| 14 | 36            | "American Idol Parody Clip Show"                                                                      | 14 listopada 2007     | 314         |
| Odcinek w formie wywiadów z bohaterami. Domownicy biorą udział w konkursie podobnym do American Idol. Wszyscy w rezultacie zostają wyrzuceni. |               | |                       |             |
| |               | |                       |             |

## Film
| The Drawn Together Movie: The Movie! | 20 kwietnia 2010 |  |  |  |
| Foxxy odkrywa, że ich show Drawn Together zostało zdjęte z anteny, a robot I.S.R.A.E.L. ma za zadanie "wymazać" wszystkich jego bohaterów. Cała ósemka postanawia uciec i wyruszyć w podróż po różnych krainach, by przywrócić swoje show z powrotem na antenę. |                  |  |  |  |
| |                  |  |  |  |